# جعفری فرنگی
جعفری فرنگی (نام علمی: Anthriscus cerefolium) نام یک گونه از تیره چتریان است.جعفری فرنگی یک گیاه سالانه است و ظاهری شبیه به جعفری دارد. این گیاه متعلق به خانواده گیاهان  Apiacea است و بومی اروپا می‌باشد. این گیاه در اواخر بهار شکوفه می‌کند و در خاک مرطوب رشد می‌کند. شاخ و برگ این گیاه معطر است و عطر شیرین و لذت بخشی دارد که بوی آن چیزی بین بوی جعفری و رازیانه است. از جعفری فرنگی به عنوان یک عامل طعم دهنده درست مانند گشنیز و جعفری استفاده می‌شود.
جعفری فرنگی یک منبع غنی از مواد معدنی خاص از جمله پتاسیم، فسفر، مس، سلنیوم، آهن، منگنز، منیزیم و کلسیم می‌باشد. همچنین یک منبع غنی از ویتامین  A، ویتامین C و ویتامین D است. برخی از ترکیبات شیمیایی اولیه جعفری فرنگی methylchavicol  (یا استراگول) و hendecane است.
از این گیاه در مقادیر کم در انواع غذاها به دلیل عطر و طعم بی نظیری که دارد استفاده می‌شود. زنان باردار و مادران شیرده نباید از جعفری فرنگی استفاده کنند. همچنین این گیاه در برابر حشرات و کنه‌ها نیز بسیار مقاوم است.
جعفری فرنگی به دلیل خواص خلط اوری که دارد شناخته می‌شود. کمک می‌کند تا این مخاط‌ها از دستگاه تنفس خارج شود. به عنوان مثال، این گیاه از بروز سرفه و برونشیت جلوگیری می‌کند.
همچنین شاخ و برگ گیاه جعفری فرنگی یک ادرارآور قوی است. با افزایش دفعات دفع ادرا باعث می‌شود تا فرایند دفع افزایش یابد. با این کار منجر به حذف سموم و مواد زائد از بدن می‌شود و در نتیجه مانع از بروز بیماری‌های مختلف می‌شود.
جعفری فرنگی سیستم‌های بیولوژیکی مختلف بدن را تحریک می‌کند، در نتیجه فیزیولوژی کلی بدن را در سطح خوبی حفظ می نماید. به این معنا که chervil  مانند یک نیرو بخش برای بدن عمل می‌کند. این گیاه همچنین باعث هماهنگی پوشش اپیتلیال بدن می‌شود، در نتیجه تمام اندام‌های داخلی بدن را به ثبات می‌رساند.
جعفری فرنگی به دلیل خواص ضد التهابی که دارد نیز شناخته می‌شود. این دارو به عنوان یک داروی ضد درد، تسکین دهنده درد و التهاب‌های ناشی از بیماری‌های مختلف عمل می‌کند.
گیاه جعفری فرنگی همچنین در درمان یبوست استفاده می‌شود. سندرم روده تحریک پذیر را با تنظیم حرکات روده درمان می‌کند. جعفری فرنگی در درمان انواع بیماری‌های پوستی از جمله اگزما و آکنه نیز مؤثر است. به عنوان یک عامل سم زدا، نشانه‌های اولیه پیری مانند بروز لکه‌های تیره، خطوط ظریف و چین و چروک را کاهش می‌دهد. همچنین به پاکسازی خون کمک می‌کند و پوست شما را نرمتر و جوان تر می‌سازد. جعفری فرنگی یک منبع غنی از ویتامین A است که سلامت بینایی را افزایش می‌دهد. گیاه جعفری فرنگی می‌تواند سبب بهبود گردش خون شود و در درمان خونریزی‌ها و رگ‌های واریسی نیز مؤثر است. همچنین از فشار خون پایین جلوگیری می‌کند. جعفری فرنگی ممکن است در درمان هرپس و آمنوره نیز استفاده شود. جعفری فرنگی برای درمان سنگ کلیه و بیماری‌های مثانه نیز استفاده می‌شود. جعفری فرنگی عارضه‌های آلرژیک را کاهش می‌دهد و در درمان آلرژی‌ها مؤثر است. از گیاه جعفری فرنگی در درمان بیماری‌های کبدی نیز استفاده می‌کنند. جعفری فرنگی می‌تواند درد ناشی از نیش حشرات را از بین ببرد. جعفری فرنگی به دلیل پتاسیم و کلسیم بالایی که دارد وضعیت سیستم اسکلتی بدن را بهبود می بخشد. جعفری فرنگی در درمان سرماخوردگی و آنفولانزا بسیار مؤثر است. برای ازبین بردن سکسکه کافی است چند برگ تازه این گیاه را بجوید. گیاه جعفری فرنگی همچنین از بروز زخم‌های دهان و بیماری‌های لثه نیز جلوگیری می‌کند و در درمان آن‌ها مؤثر است.